# Lajta Rádió
A Lajta Rádió Mosonmagyaróvár kereskedelmi rádiója volt. Mindazoknak szólt, akik információra vágytak, érdekes emberek véleményére voltak kíváncsiak, akik tájékozódni szerettek volna a város és környékén élők mindennapjairól, kulturális programokról, valamint a Nyugat-magyarországi Egyetem közéletéről, vagy akik csupán jó zenét szerettek hallgatni.

## A rádióról
A Lajta Rádió 2002. július 20-án, szombaton reggel 6 órakor jelentkezett először az FM 100,7 MHz-en.
Közszolgálati műsorai egy része az Országos Rádió és Televízió Testület (ORTT) Műsorszolgáltatási Alapjának támogatásával készült.
Reggel 6 órától este 8 óráig szerkesztett műsorokkal, majd este 8 órától reggel 6 óráig változatos zenével szórakoztatta a hallgatókat.
Zenei kínálata alkalmazkodott az elsődleges célcsoport (a 14 és 49 év közötti korosztály) igényeihez. Hangsúlyozott szerepet kaptak napjaink és a 90-es évek slágerei, a dallamos, lendületes pop- és rockzene. A rádió 2012. november 23-án szűnt meg.

## Műsorok

### 3 réteg
3Réteg. Egymáson, mert úgy a finom. Információs három óra, hogy a háttérrádiózás közepette szóljunk is valamiről. 

### Régió - Minden, ami hír, információ
Azoknak, akik követik az eseményeket és szeretnék tudni mi, mikor, kivel, hogyan és miért történik. Nemcsak Mosonmagyaróváron, a környékén is! Hírek, interjúk, tudósítások!

### Lajta Mozaik
A hetente, vasárnap délelőtt, 9 és 10 óra között jelentkező „Lajta Mozaik” zenés magazinműsor a rádió adáskörzetéből feldolgozta az elmúlt hét közérdeklődés szempontjából legfontosabb és legérdekesebb eseményeit, információit, elsősorban interjúk, riportok formájában. A hallgató e műsorból részletesebben értesülhetett azokról az érdekes információkról, amelyekről idő hiányában hét közben nem, vagy csupán nagyon röviden, hír formájában eshetett szó a rádióban.

### Lajta Retro
A Lajta Retro volt az a műsor, amit hallgatni kellett, mert ahogy a rockzene egyik legendás klasszikusa mondta: „Zenéről írni annyi, mint egy festményt elbalettozni!”.
Elsősorban annak a generációnak szólt a műsor, mely a hetvenes-nyolcvanas években nőtt fel, mikor a rádiók zenei műsoraiban még mindennapos volt a hatvanas évek rockzenéje, mely békésen „megfért” a nyolcvanas évek szintipop csapatainak nemcsak „újhullámos” dalaival, és a diszkókban még a „szombat esték” évtizedének zenéje is szólt.
A LajtaRetro közel nyolc évig minden vasárnap 10 és 13 óra között hétről hétre felidézte a hét legemlékezetesebb eseményeit a "könnyűzene" történetének elmúlt harminc-negyven évéből. Köszöntötte a születésnapos zenészeket, zeneszerzőket, szövegírókat, producereket, és nem feledkezett meg azokról sem, akik már az égben koncerteznek. A magyar, az amerikai, a brit, a holland, a német, az olasz és az osztrák slágerlistáknak nemcsak az éllovasait, hanem azon dalait is lejátszotta, melyek nem jutottak a legjobb tíz közé, hiszen akkoriban annyi jó lemez jelent meg, hogy a bőség zavara ezt nem tette lehetővé.

### Ezotér
Szakértő vendég Horváth Margit parapszichológus, a mosonmagyaróvári Relax Klub vezetője. Margit 2004-ben a Mantra Alternatív Természettudományi Akadémia parapszichológia szakán végzett. Fő területe a személyiség elemzés, életvezetés tanácsadás, asztrológia, numerológia.
Margit szerint, az ember saját életének irányítója és mindent meg tud valósítani, amit komolyan akar. Ebben segít mindenkinek, aki hozzá fordul.

### Gondola
A Lajta rádió egyetlen beszélgetős műsora volt 2 hetente szombaton 14 és 16 óra között, Segesvári Zsolttal.

### Fülpiszkáló!
A Lajta rádió elektronikus tánczenei, underground hangvételű műsora. A Fülpiszkáló! hét éven keresztül, minden péntek este 22 órától volt hallható, főként dj mixekkel, interjúkkal, rendezvény információkkal, tematikus zenei stílus bemutatókkal. A műsor Tolnai Péter (Tolnai)  és Banyár György (Gyurma) kezdeményezésére jött létre, a műsorvezetést, ill. a szerkesztést is ők végezték. Gyurma kiválása után csatlakozott a műsorhoz Szeidel Tamás († 1986-2007) mint műsorvezető.